# Эндоморфизм
Эндоморфизм — морфизм объекта категории в себя, в контексте универсальной алгебры — гомоморфизм, отображающий алгебраическую систему в себя.
В любой категории композиция двух эндоморфизмов {\displaystyle X} также является эндоморфизмом, композиция ассоциативна и существует тождественный эндоморфизм. Отсюда следует, что все эндоморфизмы для объекта {\displaystyle X} образуют моноид, который обозначается {\displaystyle \operatorname {End} (X)} (или {\displaystyle \operatorname {End} _{C}(X)}, чтобы подчеркнуть категорию {\displaystyle C}).
Обратимый эндоморфизм (обладающий свойствами изоморфизма) называется автоморфизмом. Множество автоморфизмов является подмножеством {\displaystyle \operatorname {End} (X)} с естественной структурой группы, оно обозначается {\displaystyle \operatorname {Aut} (X)}.
Любые два эндоморфизма абелевой группы можно складывать по правилу {\displaystyle (f+g)(a)=f(a)+g(a)}. С определённым таким образом сложением эндоморфизмы любой абелевой группы образуют кольцо, называемое кольцом эндоморфизмов. Например, эндоморфизмы свободной абелевой группы {\displaystyle \mathbb {Z} ^{n}} — это кольцо всех {\displaystyle n\times n} матриц с целыми коэффициентами. Эндоморфизмы векторного пространства или модуля также образуют кольцо, как и эндоморфизмы любого объекта предаддитивной категории. Эндоморфизмы коммутативного моноида образуют полукольцо, а эндоморфизмы некоммутативной группы образуют структуру, известную как почтикольцо.